# オットー・ウィンツァー

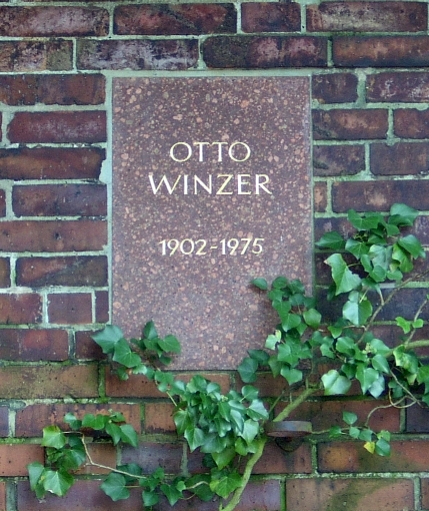
ヴィンツァーの墓

オットー・ヴィンツァー（ドイツ語: Otto Winzer, 1902年4月3日 - 1975年3月3日）は、東ドイツの政治家。1965年から1975年まで外務大臣を務めた。

## 経歴
ベルリン生まれ。国民学校卒業後、印字工の教育を受ける。1919年にドイツ共産党（KPD）に入党。1923年に共産党系のドイツ共産主義青年同盟執行委員となる。1925年にオーストリア共産党に入党し、1927年まで国際共産主義青年同盟出版部のウィーン支部長を務める。1927年にドイツに戻り、同出版部ベルリン支部長。
1928年にソビエト連邦に渡り、ソビエト連邦共産党員となる。1934年にフランスに移るものの、翌年コミンテルン出版部に勤務。1937年に大粛清のあおりで逮捕され、コミンテルンを除名される。モスクワで翻訳者・編集者として生計を立てていたが、1941年に名誉回復されコミンテルンに復帰、1943年に自由ドイツ国民委員会委員、翌年共産党学校教師となる。
第二次世界大戦後の1945年、ヴァルター・ウルブリヒトのグループと共にドイツに帰国、ベルリン市人民教育委員となる。1946年にドイツ社会主義統一党（SED）に入党。1947年、SED中央書記局文化教育部長。1947年、SED党中央委員会委員として出版・放送。情報部長。1949年初めに、彼はSEDの党機関紙『ノイエス・ドイチュラント』（Neues Deutschland 「新しいドイツ」の意）の副編集長となり、その後1956年からヴィルヘルム・ピーク大統領の官房（Privatkanzlei）長を務めた。
1959年から外務次官、1965年から国務相（Staatssekretär）兼外務第一次官、ついでロタール・ボルツの後任として外相に就任した。1950年以来、彼は人民議会の議員も務めた。外相在任のまま死去。死後遺灰はベルリンの社会主義者墓地に葬られた。

## 表彰
ヴィンツァーは1955年と1972年に祖国功労勲章、1962年にカール・マルクス勲章、1975年に第一級人民友好星章を受賞した。